# (9131) 1998 JV
A (9131) 1998 JV a Naprendszer kisbolygóövében található aszteroida. A NEAT projekt keretében fedezték fel 1998. május 1-jén.